# Naevia rubella
Naevia rubella är en svampart som tillhör divisionen sporsäcksvampar, och som först beskrevs av Georg Winter, och fick sitt nu gällande namn av Rehm. Naevia rubella ingår i släktet Naevia, och familjen Dermateaceae. Arten är reproducerande i Sverige.